# Ca' Corner della Regina
Ca' Corner della Regina è un palazzo veneziano, situato nel sestiere di Santa Croce e affacciato sul Canal Grande, vicino a Ca' Pesaro, tra Ca' Favretto e Palazzo Correggio. È la sede veneziana della Fondazione Prada dal 2011.

## Storia
Il palazzo fu costruito in luogo di edifici preesistenti per volontà della famiglia Corner, nel XVIII secolo, per mano dell'architetto Domenico Rossi. Estintasi la nobile casata veneziana, Ca' Corner della Regina fu convertita in Monte di Pietà nell'Ottocento, mentre dal 1975 al 2010 ha ospitato l'ASAC, Archivio Storico delle Arti Contemporanee della Biennale di Venezia. Da maggio 2011 ospita le mostre d'arte contemporanea e le attività culturali della Fondazione Prada. La fondazione ha avviato il restauro conservativo del palazzo, pianificato con gradualità in base alle direttive della Soprintendenza per i Beni Architettonici e Paesaggistici di Venezia e della Laguna, con l'affiancamento della Fondazione Musei Civici di Venezia. Recentemente l'edificio è stato venduto dal comune di Venezia a Miuccia Prada per 40 milioni di euro.

## Architettura
Nella costruzione di Ca' Corner, Rossi tenne presente le nuove linee che Baldassarre Longhena stava impostando sul Canal Grande con la vicina Ca' Pesaro, alla quale il palazzo è visibilmente ispirato. Si tratta di un edificio modulato su tre livelli, ma particolarmente slanciato anche per la presenza di due ammezzati, nel sottotetto e tra piano terra e primo piano.
Il portale principale, in posizione centrale, è a tutto sesto e sviluppato in altezza, su uno sfondo bugnato che caratterizza il primo livello e il mezzanino, ispirandosi alle facciate rinascimentali. Il primo dei due piani nobili è percorso da balaustra, al di sopra della quale sono poste sette monofore a tutto sesto con mascherone in chiave, tra le quali sono poste delle semicolonne ioniche.
Un largo marcapiano divide questo livello dal secondo piano nobile, che presenta disposte regolarmente le sette finestre, qui però di forma rettangolare e sovrastate ciascuna da timpano; tra di esse si interpongono simmetricamente delle grandi semicolonne di ordine corinzio, che interessano anche l'ammezzato, a livello del quale esse poggiano su sezioni di architrave, a loro volta poggianti sulla sottile cornice del tetto. Quest'ultimo, in posizione centrale, ha due abbaini.